# پلکان مارپیچ
پلکان مارپیچ (انگلیسی: The Spiral Staircase) یک تریلر روان‌شناختیِ معمایی و نوآر به کارگردانی رابرت سیودماک محصول سال ۱۹۴۶ است که بر پایهٔ رمان برخی باید تماشا کنند (Some Must Watch) اثر اثل لینا وایت ساخته شد.

## بازیگران
- دوروتی مک‌گوایر
- جرج برنت
- اتل باریمور
- کنت اسمیت
- روندا فلمینگ
- السا لنچستر
- سارا آلگود
- ریس ویلیامز